# Köppernitz
Die Köppernitz ist ein Fließgewässer auf dem Gebiet der Gemeinde Barnekow (Landkreis Nordwestmecklenburg) und der Stadt Wismar in Mecklenburg-Vorpommern.
Der Fluss hat seine Quelle südlich von Krönkenhagen, einem Ortsteil der Gemeinde Barnekow und westlich der A 20. Er fließt von dort in nördlicher und dann in nordöstlicher Richtung durch Groß Woltersdorf und durch Klein Woltersdorf, unterquert die B106 und fließt dann am Süd- und Ostrand des Bürgerparks in Wismar. Er mündet im nördlichen Bereich von Wismar und an der Südspitze des Westhafens von Wismar und der Wismarer Bucht in die Ostsee.